# Hennali, Sakleshpur
Hennali là một làng thuộc tehsil Sakleshpur, huyện Hassan, bang Karnataka, Ấn Độ.